# Roy Khan

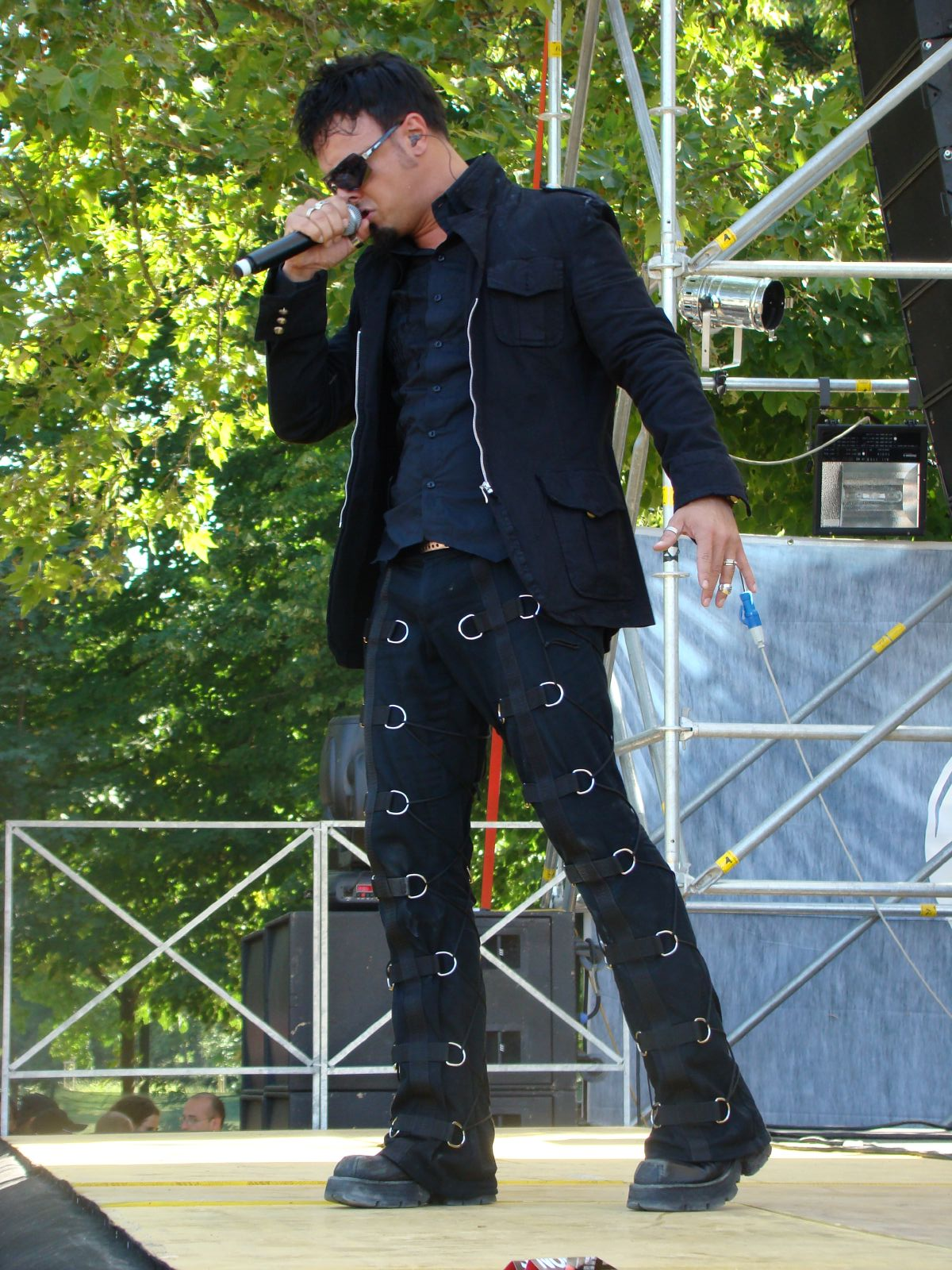
Roy Khan (2007)

Roy Sætre Khantatat (geboren am 12. März 1970), gemeinhin bekannt als Roy Khan, ist ein norwegischer Sänger und Songwriter. Er ist der Leadsinger der Progressive-Metal-Band Conception und der ehemalige Leadsinger der Symphonic-Power-Metal-Band Kamelot von 1997 bis zu seinem Ausstieg im Jahr 2011. Während seiner Zeit bei Kamelot schrieb er die meisten Songs zusammen mit dem Gitarristen und Gründer der Band, Thomas Youngblood. Khan hatte sich 2011 von der Musik zurückgezogen, bis er 2018 einen neuen Solosong auf YouTube veröffentlichte und die Rückkehr von Conception ankündigte.

## Frühes Leben
Khan wurde am 12. März 1970 als Sohn einer norwegischen Mutter und eines thailändischen Vaters geboren und nahm beide Nachnamen an. Khans Großvater mütterlicherseits, Kåre Sætre, war ein großer Einfluss auf seine musikalischen Bestrebungen, was Khan in mehreren Interviews erklärte. Sætre stand später mehrmals an der Seite seines Enkels auf der Bühne. Khan begann schon in jungen Jahren zu singen. Im Alter von 17 Jahren wurde er schließlich unter der Dusche in der Schule von einem Mitschüler dabei erwischt, wie er "Alone" von Heart sang und bekam das Angebot, in seiner Band mitzumachen. Nach seinem Schulabschluss studierte Khan drei Jahre lang Oper.
Während seiner Schulzeit verkürzte er "Khantatat" zu "Khan", da er es einfacher fand, und benutzte es häufig als Spitznamen. Auf den meisten frühen Alben wird er auch als "Khan" angegeben.

## Karriere

### Conception (1991–1998, 2005)
Nach Beendigung seines Opernstudiums trat Khan der norwegischen Progressive-Metal-Band Conception bei, nachdem der vorherige Leadsänger 1991 ausgestiegen war. Er wurde ausgewählt, nachdem mehrere potenzielle Sänger vorgesprochen hatten. Die Band veröffentlichte in den kommenden Jahren mehrere Alben, bevor sie sich 1998 auflöste, ein Jahr nachdem Khan die Band verlassen hatte, um eine Karriere mit Kamelot zu verfolgen.
Im Jahr 2005 kam Khan mit Conception wieder zusammen und spielte am Freitag, den 16. September 2005 auf dem ProgPower USA VI Festival und am Samstag, den 1. Oktober auf dem 15 Years & 100 Issues Festival des norwegischen Scream Magazine. Khan, Gitarrist Tore Østby (auch bekannt von der Band ARK) und der Rest von Conception kamen wieder zusammen; damals wurde jedoch geklärt, dass Khan weiterhin Kamelot unterstützen würde.

### Kamelot (1997–2010)
1997 wurde Khan von Gitarrist und Gründer Thomas Youngblood eingeladen, Kamelot beizutreten, nachdem der vorherige Sänger der Band gefeuert wurde. Khan sang auf den Veröffentlichungen "Siége Perilous" (1998), "The Fourth Legacy" (1999), " Karma" (2001), "Epica" (2003), "The Black Halo" (2005), "Ghost Opera" (2007) und "Poetry for the Poisoned" (2010). Während seiner Zeit bei Kamelot schrieb Khan auch die meisten Songs an der Seite von Youngblood mit, vor allem bei "Poetry for the Poisoned".

### Auszeit (2011–2017)
Am 14. August 2010 traten Kamelot in Ungarn auf, was sich als ihr letzter Auftritt mit Roy Khan herausstellen sollte. Ein paar Wochen später wurde bereits bekannt gegeben, dass Khan aufgrund einer Erkrankung nicht an der ersten nordamerikanischen Etappe der anstehenden Tour zur Promotion von "Poetry for the Poisoned" teilnehmen würde, wobei die Band zunächst plante, einen Ersatzsänger einzusetzen, bevor sie sich später entschied, die nordamerikanische Tour komplett zu verschieben, während Khan sich erholt.
Nach vielen Spekulationen unter Fans und Medien, dass Khan ernsthaft krank sei oder die Band verlassen habe, bestätigte Khan selbst seinen Ausstieg aus der Band in seinem Blog am 21. April 2011, wobei die Band die offizielle Ankündigung einen Tag später machte. In der Ankündigung schrieb Youngblood, dass man Khan viel Zeit gegeben habe, um die Entscheidung zu treffen, und die Band den Entscheid respektiere. Die Tour wurde schließlich mit Rhapsody-of-Fire-Sänger Fabio Lione fortgesetzt, während der ständige Ersatz, Tommy Karevik, im folgenden Jahr zu Kamelot stieß.
In einem kurzen Interview mit lokalen norwegischen Medien im Jahr 2014 erklärte Khan, dass er ein Burnout erlitten hatte und sich entschied, die Band vor der Tour 2010 zu verlassen, um seiner Gesundheit und Familie Vorrang zu geben. In einer Vereinbarung mit Youngblood und dem Rest der Band wurde aber entschieden, seinen Ausstieg vorerst nicht anzukündigen, für den Fall, dass er sich erholt und seine Meinung ändert. In einem Interview mit dem italienischen Magazin Loud and Proud aus dem Jahr 2018 ging Khan auf seine letzten Jahre mit Kamelot ein und erklärte, dass er aufgrund von Überbelastung allmählich mehr und mehr ausgebrannt war und unter Schlaflosigkeit und Depressionen litt. Er gab an, dass die Entscheidung, die Band zu verlassen, nach dem Auftritt beim Wacken in jenem Jahr getroffen wurde, da er keinen Spaß mehr am Auftreten hatte.
Nach seinem Ausstieg schloss sich Khan der Kirchengemeinde Mos Frikirkes in Moss, Norwegen, an. Im Jahr 2013 wurden Fotos von Khan, wie er Psalmen in seiner örtlichen Kirche vorträgt, von einer Fanseite online gestellt, zusammen mit Audioaufnahmen, wie er "You Raise Me Up" der Band Secret Garden singt. Diese wurden später auf Khans Wunsch hin entfernt, da er die Aufmerksamkeit nicht wollte. In einem kurzen Statement an die Fanseite bestätigte er, dass er immer noch Spaß an Metal-Musik habe, und dementierte Gerüchte über eine kommende Gospel-CD, indem er sagte, dass er "in nächster Zeit" nicht zur Musik zurückkehren werde. Er arbeitete bis September 2016 in der Kirche als Seelsorger und Jugendpastor.

### Wiedervereinigung mit Conception (2018–heute)
Am 1. April 2018 veröffentlichte Khan auf YouTube einen Song namens "For All", was viele Fans dazu veranlasste, über eine bevorstehende Rückkehr zur Musik zu spekulieren.
Am 30. April 2018 wurde bekannt gegeben, dass Khan und die anderen Mitglieder von Conception sich wiedervereinigt haben, was die Spekulationen über seine Rückkehr zur Musik bestätigte.

## Diskographie

### Solo

#### Single
- For All (2018)

### Mit Conception

#### Alben
- The Last Sunset (1991)
- Parallel Minds (1993)
- In Your Multitude (1995)
- Flow (1997)
- State of Deception (2020)

#### EPs
- My Dark Symphony (2018)

#### Singles
- Roll the Fire / Silent Crying (1994)
- Re:Conception (2018)
- Waywardly Broken (2020)
- By the Blues (2020)

### Mit Kamelot

#### Alben
- Siége Perilous (1998)
- The Fourth Legacy (1999)
- Karma (2001)
- Epica (2003)
- The Black Halo (2005)
- Ghost Opera (2007)
- Poetry for the Poisoned (2010)

#### Live-Alben
- The Expedition (2000)
- One Cold Winter's Night (2006)
- Ghost Opera: The Second Coming (2008)

#### Live DVDs
- One Cold Winter's Night (2006)

### Gastauftritte
- Victory – Voiceprint (1996) in bonus tracks "The Hunter" and "On the Loose"
- Crest of Darkness – The Ogress (1999) in "Reference" and in "Sweet Scent of Death"
- Epica – Consign to Oblivion (2005) in "Trois Vierges"
- Avantasia – The Scarecrow (2008) in "Twisted Mind"
- World of Damage – Invoke Determination (2021) in "Breathe (Little Angel)"[11]
- Seven Spires – "This God Is Dead" (2021)[12]
- Star One – Revel in Time (2021) in "Lost Children of the Universe"[13]
- Avantasia – Here Be Dragons (2025) in "Everybody's Here Until The End"